# Erminia Frezzolini
Erminia Frezzolini (Orvieto, 27 de marzo de 1818 - París, 5 de noviembre de 1884) fue una soprano italiana.
Tras estudiar con su padre, el bajo Giuseppe Frezzolini (1789-1861), con Domenico Ronconi (padre de Giorgio Ronconi), y con Manuel Vicente García,  hizo su debut en Florencia en 1837, en Beatrice di Tenda. Cantó por toda Italia, especialmente en La Scala, donde estrenó dos papeles en óperas de Verdi: Giselda de I Lombardi (1843) y la protagonista de Giovanna d'Arco (1845), junto con su esposo, el tenor Antonio Poggi, que cantó el papel de Carlos VII de Francia. Cantó en Londres en 1842, en San Petersburgo en 1849 y en la primera temporada del Teatro Real de Madrid. En 1857 participó en la presentación en París de Il trovatore y Rigoletto. Cantó en los Estados Unidos en los años 1860.
Frezzolini fue admirada por su canto ligado y expresivo (aprovechado por Verdi en la preghiera de I Lombardi), pero también por su potencia y brillantez en los papeles dramáticos.